# Neupré
Neupré (en wallon Li Noûpré) est une commune francophone de Belgique située en Région wallonne dans la province de Liège.
Ce nom a été choisi car Neupré est un lieu-dit situé au carrefour des 3 communes principales. Et par un pur hasard, il forme un acronyme avec les initiales des quatre anciennes communes de Neuville-en-Condroz, Plainevaux, Rotheux-Rimière et Éhein-Haut, regroupées lors de la fusion des communes de 1977.

## Géographie
Située dans l'arrondissement administratif de Liège, la commune est traversée par la route nationale 63, dite « route du Condroz », connue pour être une des plus accidentogènes de la province. Cet axe routier important suit une crête délimitant deux régions géologiques. La partie située grosso modo au nord de cette route, plus boisée, appartient à l'Ardenne condrusienne tandis qu'au sud, la plus grande partie de la commune fait partie du Condroz. Quelques cours d'eau aux vallées marquées font office de limite communale comme l'Ourthe à l'est (site de La Roche aux faucons) ou la Magrée au sud (région de Houte-Si-Plou).
|         | Flémalle  | Seraing |
| Engis   | Neupré    | Esneux  |
| Nandrin | Anthisnes | Esneux  |

### Sections de commune
| # | Nom                 | Superf. (km²) | Habitants (2020) | Habitants par km² | Code INS |
| - | ------------------- | ------------- | ---------------- | ----------------- | -------- |
| 1 | Neuville-en-Condroz | 10,83         | 4.342            | 401               | 62121A   |
| 2 | Plainevaux          | 8,78          | 2.505            | 285               | 62121B   |
| 3 | Rotheux-Rimière     | 10,43         | 2.905            | 279               | 62121C   |
| 4 | Éhein               | 1,70          | 225              | 132               | 62121D   |

### Autres villages et hameaux
- Strivay
- La Rimière
- Houte-Si-Plou.

## Population et société

### Démographie: Commune fusionnée
En tenant compte des anciennes communes entraînées dans la fusion de communes de 1977, on peut dresser l'évolution suivante :
Les chiffres des années 1831 à 1970 tiennent compte des chiffres des anciennes communes fusionnées.
- Source: DGS , de 1831 à 1981=recensements population; à partir de 1990 = nombre d'habitants chaque 1 janvier[1]

## Politique et administration

### Liste des bourgmestres depuis 1977
- 1977-1982 : Pierre Maystadt (Neupré Uni).
- 1983-1992 : Pol Aimont (Parti réformateur libéral).
- 1992-1994 : Jean-Pascal D'Inverno (PSC - Intérêts communaux).
- 1995-2000 : Josée Pagnoul-Demet (Parti socialiste).
- 2001-2017 : Arthur Cortis (Parti socialiste).
- Depuis le 16/06/2017 : Virginie Defrang-Firket (Mouvement réformateur).

### Composition du Conseil communal
| Bourgmestre                  |       |        |      |            |
| Virginie Defrang-Firket (MR) |       |        |      |            |
| Parti                        | Sigle | Sigle  | Élus | Groupe     |
| Majorité (13 sièges)         |       |        |      |            |
| Mouvement réformateur        |       | MR     | 13   | Libéral    |
| Opposition (8 sièges)        |       |        |      |            |
| Parti socialiste             |       | PS     | 4    | Socialiste |
| Newpré                       |       | Newpré | 3    | Newpré     |
| Ecolo                        |       | Ecolo  | 1    | Ecolo      |

| Collège communal  |                           |    |
| ----------------- | ------------------------- | -- |
| Bourgmestre       | Virginie Defrang-Firket   | MR |
| 1er Échevin       | Mathieu Bihet             | MR |
| 2e Échevine       | Sandra Caprasse           | MR |
| 3e Échevin        | Charles-André Verschueren | MR |
| 4e Échevine       | Manon Coune               | MR |
| 5e Échevin        | Charles-Henry Thielen     | MR |
| Président du CPAS | Philippe Moreau           | MR |

### Résultats des élections communales
| Parti                             | 10-10-1976 | 10-10-1976 | 10-10-1982 | 10-10-1982 | 9-10-1988 | 9-10-1988 | 9-10-1994 | 9-10-1994 | 8-10-2000 | 8-10-2000 | 8-10-2006 | 8-10-2006 | 14-10-2012 | 14-10-2012 | 14-10-2018 | 14-10-2018 |
| Votes / Sièges                    | %          | 17         | %          | 19         | %         | 19        | %         | 19        | %         | 21        | %         | 21        | %          | 21         | %          | 21         |
| --------------------------------- | ---------- | ---------- | ---------- | ---------- | --------- | --------- | --------- | --------- | --------- | --------- | --------- | --------- | ---------- | ---------- | ---------- | ---------- |
| PS                                | 36,97      | 7          | 42,74      | 8          | 38,78     | 8         | 31,62     | 6         | 29,14     | 6         | 31,83     | 7         | 29,82      | 6          | 19,79      | 4          |
| PSC                               | -          |            | -          |            | 31,46     | 6         | 29,5      | 6         | -         |           | -         |           | -          |            | -          |            |
| PSC-IC                            | -          |            | -          |            | -         |           | -         |           | 28,54     | 6         | -         |           | -          |            | -          |            |
| cdH-IC                            | -          |            | -          |            | -         |           | -         |           | -         |           | 25,89     | 6         | 22,52      | 5          | -          |            |
| Ecolo                             | -          |            | -          |            | -         |           | -         |           | 18,56     | 4         | 11,86     | 2         | 13,32      | 2          | 18,25      | 3          |
| PRL1/MR2                          | 10,251     | 1          | 18,781     | 3          | 29,761    | 5         | 20,51     | 4         | 23,761    | 5         | 26,362    | 6         | 34,352     | 8          | 43,442     | 10         |
| Neupré Uni                        | 49,12      | 9          | 38,48      | 8          | -         |           | 18,38     | 3         | -         |           | -         |           | -          |            | -          |            |
| UP                                | 3,66       | 0          | -          |            | -         |           | -         |           | -         |           | -         |           | -          |            | -          |            |
| Alternative démocrate pour Neupré | -          |            | -          |            | -         |           | -         |           | -         |           | 4,07      | 0         | -          |            | -          |            |
| Newpré                            | -          |            | -          |            | -         |           | -         |           | -         |           | -         |           | -          |            | 18,52      | 4          |
| Total des votes                   | 4279       | 4279       | 5492       | 5492       | 5912      | 5912      | 6245      | 6245      | 6545      | 6545      | 6878      | 6878      | 6787       | 6787       | 7084       | 7084       |
| Participation en %                |            |            |            |            | 94,68     | 94,68     | 92,01     | 92,01     | 91,32     | 91,32     | 92,05     | 92,05     | 88,48      | 88,48      | 89,70      | 89,70      |
| Blancs et nuls en %               | 2,9        | 2,9        | 3,84       | 3,84       | 4,62      | 4,62      | 5,11      | 5,11      | 5,09      | 5,09      | 4,52      | 4,52      | 4,98       | 4,98       | 4,42       | 4,42       |

## Patrimoine et culture

### Patrimoine architectural et monuments

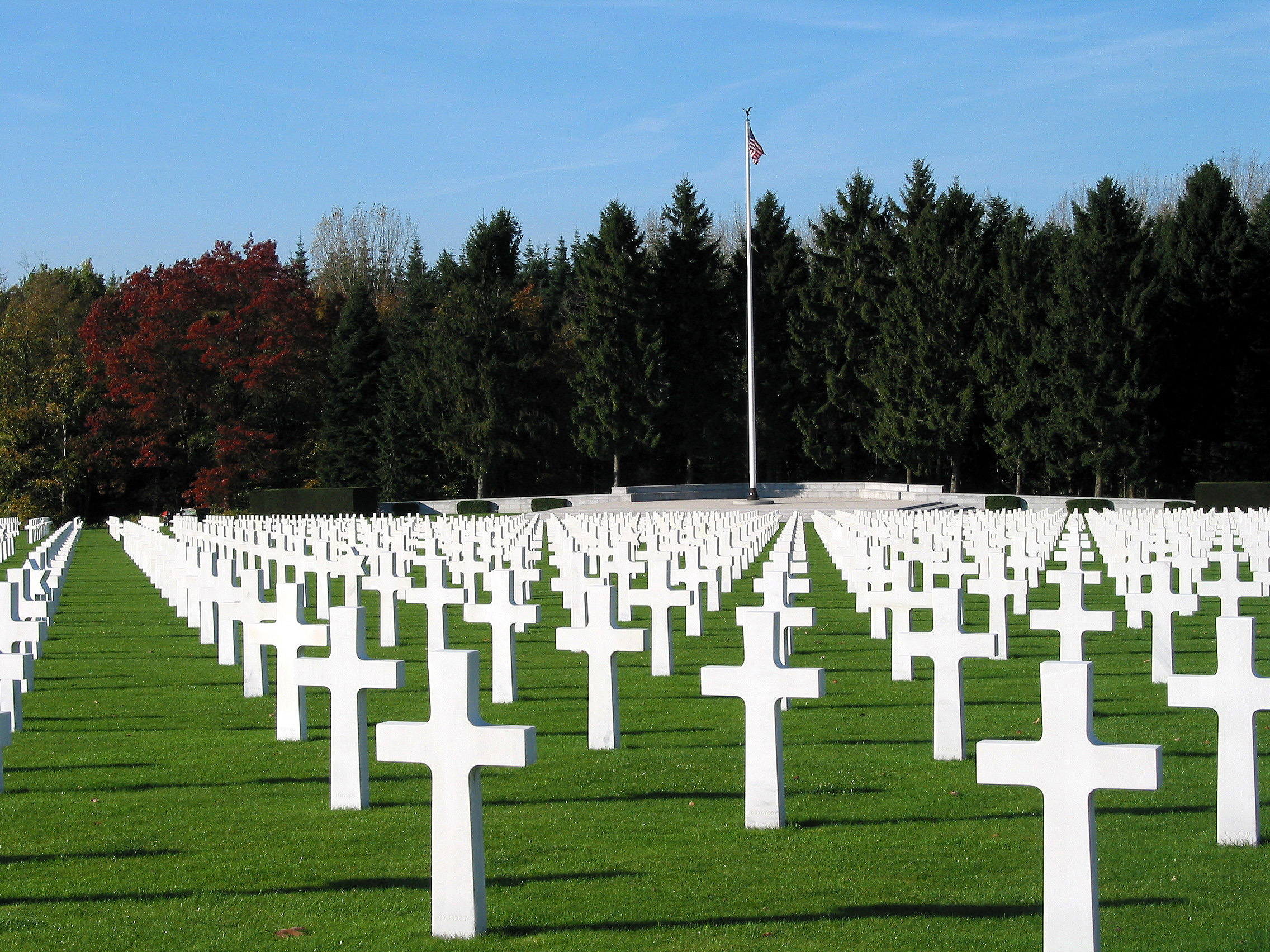
Le cimetière américain.

- Cimetière américain de Neuville-en-Condroz (5 328 corps reposent dans ce lieu de mémoire de la bataille des Ardennes).
- Réserve naturelle du Rognac.
- Patrimoine immobilier classé.